# Villaescusa la Sombría
Villaescusa la Sombría és un municipi de la província de Burgos a la comunitat autònoma de Castella i Lleó. Forma part de la comarca de Montes de Oca. Limita al nord amb Castil de Peones, a l'est amb Cerratón i Arraya, i al sud i oest amb Barrios de Colina.

## Demografia
| 1991 |  | 1996 |  | 2001 |  | 2004 |  | 2006 |
| ---- |  | ---- |  | ---- |  | ---- |  | ---- |
| 71   |  | 59   |  | 58   |  | 62   |  | 70   |